# Charge cognitive
Cet article concerne la théorie en psychologie cognitive. Pour le principe de sociologie traitant de la charge cognitive que représente la gestion du foyer au quotidien, voir charge mentale ménagère.
 (décembre 2013).
Si vous disposez d'ouvrages ou d'articles de référence ou si vous connaissez des sites web de qualité traitant du thème abordé ici, merci de compléter l'article en donnant les références utiles à sa vérifiabilité et en les liant à la section « Notes et références ».
La charge cognitive est une théorie développée par John Sweller (en) et Fred Paas qui explique les échecs ou les réussites des personnes essentiellement en activité d'apprentissage mais aussi en activité de résolution de problème. La théorie de la charge cognitive met en jeu la capacité de stockage d'informations en mémoire de travail et l'intégration de nouvelles informations. Elle est utile aux enseignants et pédagogues, et leur donne des conseils facilement applicables en situation d'apprentissage.

## Théorie

### Mémoire de travail
La mémoire de travail ne peut gérer qu'un nombre limité d'informations à la fois, le nombre habituellement avancé étant de 5 à 9 informations, indiquées comme étant "Le nombre magique sept, plus ou moins deux" du Pr Miller de l'Université Harvard, dont les travaux furent publiés en 1956. Comme la mémoire de travail est limitée, il est nécessaire que les informations utiles à l'accomplissement d'une tâche puissent rentrer dans les limites de la mémoire de travail. Si un trop grand nombre d'informations demande à être traité simultanément, la charge cognitive est alors trop élevée : la mémoire de travail surcharge, ce qui entraîne l'échec de la tâche ou une mauvaise mémorisation en mémoire à long terme. Dans ces conditions, l'apprentissage est perturbé et l'élève apprend peu, voire pas du tout.
Diverses études ont montré que la capacité de la mémoire de travail à 5 ans est un bon indicateur de la réussite scolaire ultérieure, sans compter qu'il existe une forte corrélation entre faible capacité de la mémoire de travail et échec scolaire,. La mémoire de travail a surtout une grande influence dans l'apprentissage de la lecture, de l'écriture, et de la numération : à cet âge-là, les enfants ont une mémoire de travail contenant peu d'informations.

### Schémas mentaux
Si la mémoire de travail ne peut traiter que trois données simultanément, la taille de ces données n'est, semble-t-il, pas limitée. Les informations en mémoire de travail sont le plus souvent des regroupements de connaissances antérieures qui forment un tout dans la mémoire de travail : ces regroupements encapsulent les différents composants d'un concept, ainsi que les relations qu'ils entretiennent entre eux. Par exemple, la lecture n'est pas un simple déchiffrement de lettres : celles-ci sont immédiatement regroupées en mots et ne forment qu'une information dans la mémoire de travail. Ces regroupements sont appelés des schémas mentaux.
Lorsqu'un schéma est intégré, il peut s'automatiser par la répétition des actions.

## Types de charge cognitive
Cette charge cognitive dépend de ce qui est présenté (charge intrinsèque) et de la façon dont cela est présenté (charge extrinsèque). Ces deux aspects s'additionnent : la charge intrinsèque d'une tâche peut être acceptable en mémoire de travail, mais si à cela s'ajoute une charge extrinsèque trop importante, le sujet sera en surcharge cognitive.

### Charge intrinsèque
La charge intrinsèque est liée à la tâche en elle-même, et ne peut être allégée qu'au prix de suppressions d'éléments de la tâche.
Cependant Schnotz note qu'une même tâche accomplie par des novices ou des experts n'engendrera pas la même surcharge cognitive : les experts disposent d'un plus grand nombre de schémas mentaux, qui peuvent regrouper plusieurs informations dans un seul élément, pris comme un tout par la mémoire de travail.
Cela démontrerait que l'expertise permet d'alléger la charge intrinsèque.

### Charge extrinsèque
La charge extrinsèque peut être modifiée car elle est liée à la façon dont est présentée l'information. Elle peut être allégée par une modification du matériel à apprendre. Par exemple, supprimer des éléments inutiles ou redondants permet d'alléger la charge extrinsèque, sans toucher à la charge intrinsèque.
Comme autre exemple, on peut citer le cas d'une tâche qui oblige au traitement quasi simultané d'informations distantes pour être accomplie (par exemple dans un texte) : la charge cognitive sera accrue puisqu'en mémoire de travail devra être conservée une information nécessaire à la compréhension d'une autre. Une coprésentation permettrait de réduire la charge cognitive.

### Charge essentielle
Il existe un dernier type de charge cognitive : la charge essentielle (germane cognitive load), qui permet l'intégration de connaissances en mémoire à long terme, sous forme de schémas mentaux. Aussi, lors d'un apprentissage, si la charge intrinsèque et la charge extrinsèque sont réduites, il faut encourager les élèves à développer des schémas cognitifs. Cette charge essentielle est sensible lors d'un apprentissage : elle n'est pas automatique et diverses variables lui permettront de se réaliser.
La motivation est un autre point essentiel : si le sujet ne désire pas acquérir un schéma cognitif nouveau, la multiplication des tâches, les possibles simplifications, tout ce qui permet de réduire la charge cognitive extrinsèque ne serviront à rien.

## Apprentissage et charge cognitive
Cette théorie recense plusieurs effets ayant chacun des implications pédagogiques : certains d'entre eux cherchent à altérer la charge cognitive extrinsèque, tandis que d'autres tentent de diminuer la charge cognitive intrinsèque.

### Split attention effect
Deux modalités d'apprentissage ont été particulièrement étudiées : la première a trait à tout ce qui entraîne une « dissociation de l'attention », à savoir : la nécessité pour le sujet de traiter simultanément deux types d'informations afin de les unir en une seule. Si jamais plusieurs informations sont compréhensibles indépendamment, les séparer forcera l'élève à visiter plusieurs endroits pour trouver les informations, avant de les rassembler et les traiter. Durant ce temps, l'élève devra maintenir toutes ces informations dans sa mémoire de travail, augmentant fortement sa charge cognitive. Il est donc préférable de présenter simultanément des informations qui doivent être traitées simultanément.
Pour donner un exemple, il vaut mieux éviter de faire des légendes en dessous des schémas : le texte ne doit pas être trop éloigné de l'image qui lui correspond. Expérimentalement, les élèves comprennent mieux quand le texte est incorporé aux schémas, et placé immédiatement à côté du dessin correspondant.
De même, il semble préférable d'apprendre le fonctionnement d'un ordinateur grâce à un manuel intégrant toutes les informations nécessaires, plutôt qu'au moyen d'un manuel qui oblige à un constant aller-retour avec l'ordinateur.

### Modality effect
Le second élément qui peut produire une surcharge cognitive concerne la manière dont est présentée une information. Une combinaison d'informations qui combine l'oral et le visuel peut réduire la charge cognitive. Le modality effect recommande de mixer les informations verbales et visuelles.
Cela vient du fait que la mémoire de travail est composée de plusieurs sous-systèmes, dont l'un est spécialisé dans les informations orales/écrites, et l'autre dans la vision. En répartissant les informations entre ces deux sous-systèmes, on cumule leurs capacités, ce qui permet de gérer plus d'informations.
En pratique, si vous faites une présentation orale devant une classe, ou que vous créez un support de cours ou une feuille d'exercices : ajoutez des informations visuelles. Concrètement, cela passe par un usage de schémas au tableau, éventuellement par des photocopies, mais surtout : des présentations assistées par ordinateur (PréAO) réalisées sous forme de diaporamas (MS Powerpoint, OpenOffice, LibreOffice, LaTeX Beamer…), de pages web, ou de simples projections de documents visuels, cartes mentales, etc.

### Redundancy effect
Cependant, combiner des informations de diverses modalités, comme vu plus haut, ne doit pas aboutir à la moindre redondance, au risque de provoquer une surcharge cognitive. Chaque élément doit renforcer l'autre mais ne pas le répéter. Si ce n'est le cas, l'aide espérée provoque finalement une dissociation de l'attention.

### Worked examples effect
La mémoire de travail a une grande influence lors de la résolution d'exercices. Les novices et les experts ont tendance à résoudre les problèmes différemment : les novices réfléchissent et utilisent diverses stratégies mentales de résolution de problèmes, tandis que les experts résolvent les problèmes par analogie avec des problèmes déjà résolus. Les stratégies des novices vont souvent saturer la mémoire de travail, tandis que les experts sont relativement économes.
Les chercheurs en ont conclu qu'il fallait faire précéder les exercices par des exemples travaillés. Ces exemples travaillés sont des exemples d'exercices que le professeur résout devant les élèves : durant ces exemples, le professeur pense à haute voix, montre explicitement comment il résout le problème, montre bien quelles sont les étapes de résolution et comment il les enchaîne, il explicite ses raisonnements, etc. Ces exemples pourront être réutilisés pour des problèmes futurs, évitant ainsi le recours à des stratégies de résolution de problèmes gourmandes en mémoire de travail, et facilitant ainsi l'apprentissage : c'est le worked-example effect.
Sweller and Cooper ont testé l'efficacité des exemples travaillés dans de nombreuses expériences, qui comparaient deux groupes d'élèves : un groupe passait directement aux exercices après le cours, tandis que l'autre avait droit à de nombreux exemples travaillés. Ces études montrent que les exemples travaillés sont très efficaces.
D'autres expériences ont montré qu'utiliser des exemples partiellement travaillés est assez efficace : c'est le problem completion effect.

### Expertise reversal effect
Le worked exemple effect nous dit que travailler à partir d'exemples s'avère moins coûteux en termes de charge cognitive que de résoudre un problème. Cependant cette tendance peut s'inverser lorsque les apprenants ont déjà une expertise du domaine : les nouveaux exemples sont alors redondants avec ceux déjà mémorisés. Une autre interprétation de cette redondance présente celle-ci, non comme une surcharge, mais comme une gêne pour forger un nouveau schéma mental : il n'y a pas de volonté d'apprendre (i.e. transformer un schéma cognitif en un nouveau plus efficace) parce que la tache est trop simple.
Répéter des exemples travaillés ne sert alors pas à grand chose : il vaut mieux laisser l'élève automatiser ses schémas à grands coups d'exercice et de pratique autonome. En conséquence, les exemples travaillés doivent être suivis d'exercices autonomes. Plus un étudiant a de connaissances préalables, moins les exemples travaillés seront utiles : c'est ce qu'on appelle l'expertise reversal effect.

### Guidance fading effect
Le guidance fading effect sert à organiser la pratique guidée : il stipule que le professeur doit passer progressivement de la pratique guidée à la pratique autonome, en commençant par des exemples totalement travaillés, avant de passer aux exemples partiellement travaillés, puis de laisser les élèves travailler eux-mêmes.

### Element interactivity effect
L'element interactivity effect dit que la charge intrinsèque du matériel dépend : du nombre de composants à maintenir simultanément en mémoire de travail ainsi que du nombre de relations que ces éléments entretiennent entre eux. Or, les éléments présents en mémoire de travail sont des schémas, qui peuvent encapsuler des informations plus ou moins complexes, ainsi que leurs relations. Regrouper plusieurs informations dans un seul schéma permet de réduire la charge cognitive ultérieure. Ainsi, présenter chaque composant du matériel à apprendre indépendamment des autres avant d'aborder les relations inter-composant permet de diminuer la charge cognitive. Cela passe par une factorisation des concepts à aborder en sous-concepts, eux-mêmes potentiellement découpés.
En conséquence, le matériel à apprendre doit être découpé en petits segments, vu les uns après les autres et assemblées progressivement pour former des concepts plus complexes. Chacun de ces morceaux doit contenir peu d'informations, entre 3 et 4, afin de ne pas surcharger l'apprenant : la mémoire à court terme gère rarement plus de 3 à 4 informations sémantiques à la fois. Il vaut mieux aborder chaque notion en présentant les éléments essentiels, et on rajoute progressivement des détails, étape par étape. Cela demande de découper chaque concept en un segment principal, auquel on rajoute progressivement des segments secondaires. En conséquence, la progression va du simple au complexe.
Le découpage du cours doit être un découpage sémantique : si chaque segment (chunk) a une signification, la mémorisation est grandement améliorée. L'ordre des segments doit aussi être pensé pour maximiser le nombre d'associations, afin de faciliter la compréhension. Comprendre permet de réduire la charge cognitive en regroupant plusieurs informations dans un seul segment.
Cette structuration des explications doit aussi s'appliquer lors des exemples travaillés : il vaut mieux résoudre l'exercice pas à pas, en utilisant de petites étapes très simples. Il est aussi recommandé d'utiliser une telle structuration pour enseigner les procédures de résolution de problèmes. Pour faciliter ce découpage, les connaissances sont transmises séparément des procédures, des savoir-faire.